# Joseph Müller (Weihbischof)
Joseph Müller (* 27. September 1845 in Sievernich; † 21. März 1921 in Köln) war ein deutscher Weihbischof in Köln.

## Leben

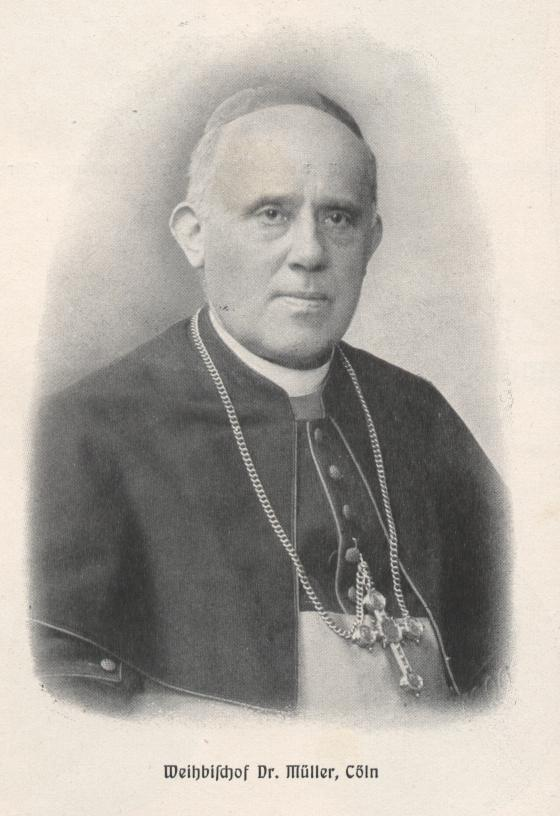
Weihbischof Joseph Müller

Joseph Müller wurde am 30. November 1868 zum Diakon geweiht und in den Klerus des Erzbistums Köln inkardiniert. Am 13. März 1869 empfing er in Köln die Priesterweihe. Schon kurz darauf zum Assistenten am Generalvikariat ernannt, war er seit 1876 als Religions- und Oberlehrer am Apostelgymnasium in Köln tätig. Auf die Nomination des Königs von Preußen hin 1898 ins Kölner Domkapitel berufen und von Erzbischof Antonius Fischer 1903 zum Domdechanten ernannt, wurde er von Papst Leo XIII. am 30. April 1903 zum Titularbischof von Sarepta und Weihbischof im Erzbistum Köln ernannt.
Antonius Kardinal Fischer spendete ihm am 7. Juni 1903 die Bischofsweihe, Mitkonsekratoren waren der Bischof von Osnabrück Hubertus Voß und der Paderborner Weihbischof Augustinus Gockel. 1905 wurde Müller zum Offizial ernannt. Wegen seiner Güte bei Klerus und Volk geschätzt, stand er sowohl 1903 wie auch 1912 auf der Wahlliste für die Neubesetzung des Erzbistums Köln. Die preußische Landesregierung lehnte ihn jedoch stets als Kandidaten ab, da sie ihn für zu schwach und für zu alt hielt. Gegenüber Einflussnahmen des Apostolischen Stuhles nahm Müller stets eine ablehnende Haltung ein.
Seit 1913 war er Ehrenmitglied der katholischen Studentenverbindung KDStV Ripuaria Bonn im CV. 
Müller starb 1921 im Alter von 75 Jahren. Seine Grabstätte befindet sich auf dem Kölner Melaten-Friedhof.